# Muju
Muju (coreeană: 무주군) este un oraș din Coreea de Sud.